# Nordäquatorialstrom

Der Nordäquatorialstrom im Kontext der großen Meeresströmungen

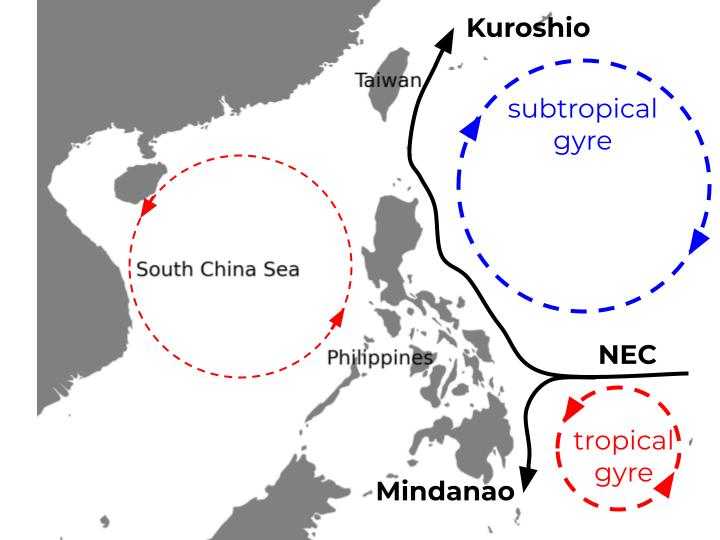
Aufspaltung des Nordäquatorialstroms (NEC) in den Kuroshio- und Mindanaostrom.

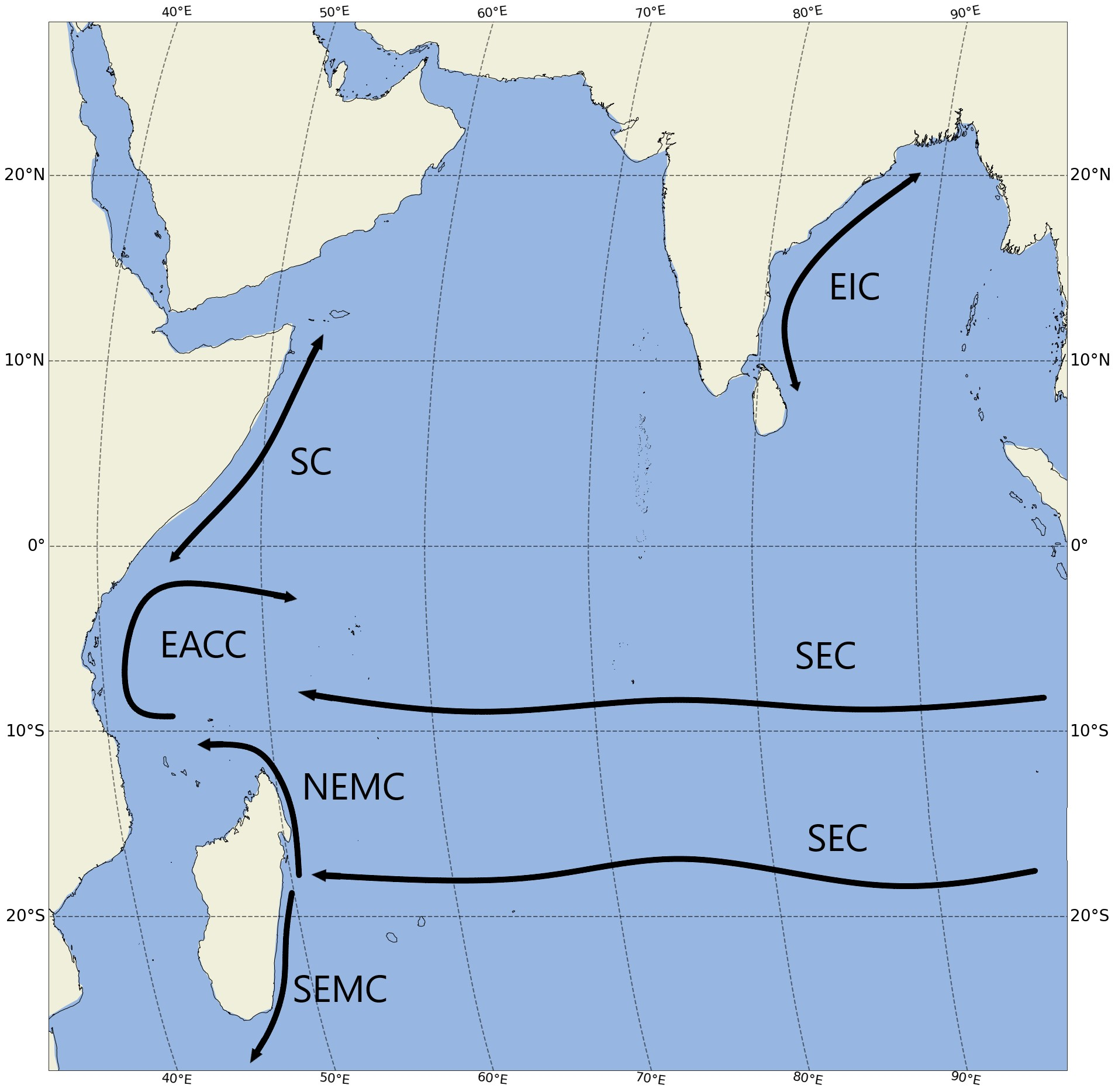
Ströme im Indischen Ozean: EACC = Ostafrikanischer Küstenstrom, SC = Somalistrom, EIC = Ostindischer (Küsten-)Strom, SEC = Südäquatorialstrom, NEMC = Nordost-Madagaskarstrom, SEMC = Südost-Madagaskarstrom. SC und EIC ändern mit dem Monsun ihre Richtung.

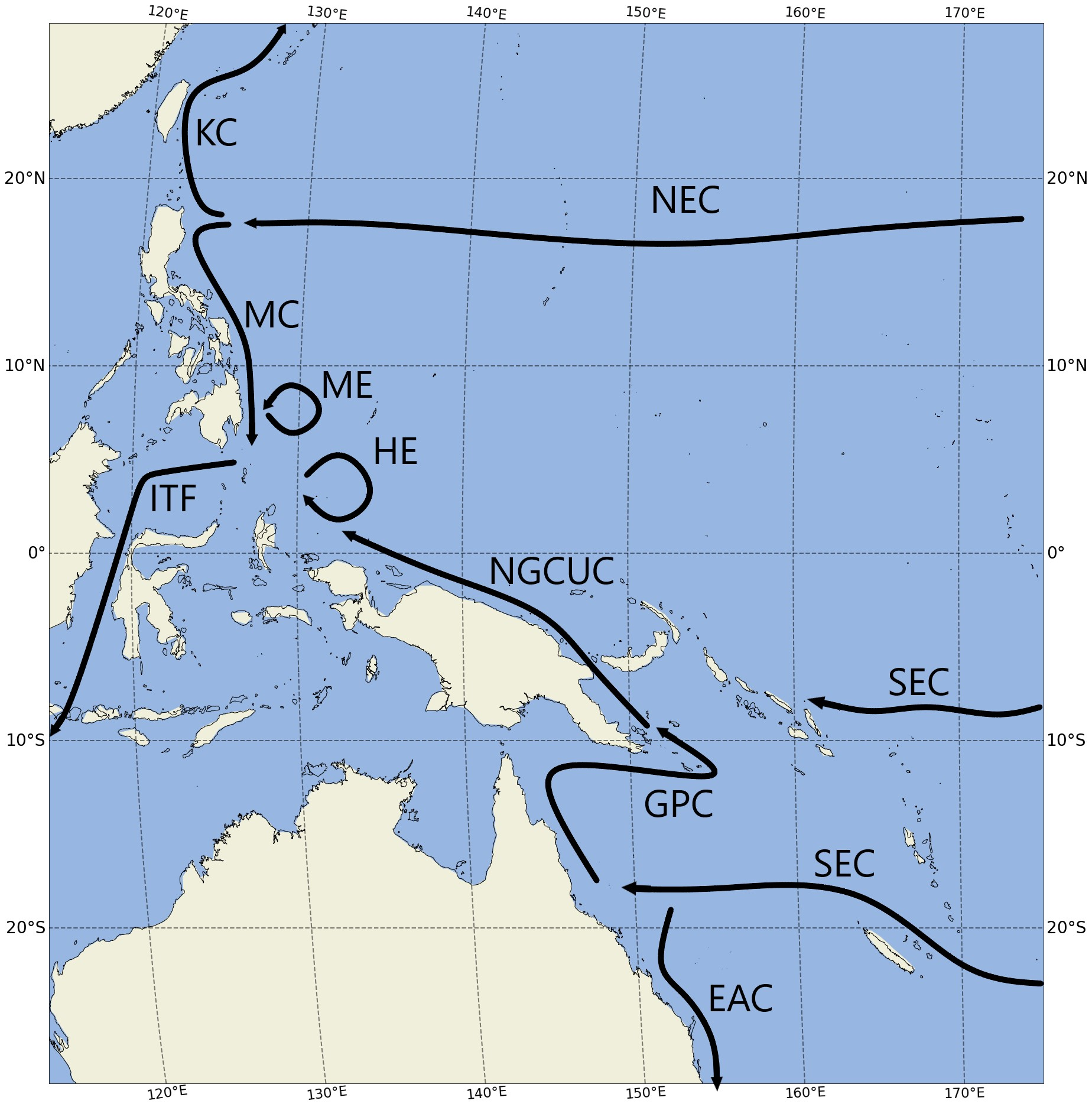
Meeresströmungen im Pazifik: NGCUC = Neuguinea-Küstenunterstrom, MC = Mindanaostrom, GPC = Papua-Golfstrom, ME = Mindanao-Wirbel, HE = Halmahera-Wirbel, NEC = Nordäquatorialstrom, SEC = Südäquatorialstrom, ITF = Indonesischer Durchfluss, EAC = Ostaustralischer Strom.

Der Nordäquatorialstrom (engl. North Equatorial Current, NEC) ist eine großskalige, warme Meeresströmung, die sich in den tropischen Breiten der Nordhalbkugel nördlich des Äquators in allen drei großen Ozeanen ausbildet. Sie verläuft in westlicher Richtung und wird hauptsächlich durch die beständigen Nordostpassate angetrieben, die über die tropischen Regionen der Erde wehen.
Die Strömung tritt im Pazifischen, Atlantischen und Indischen Ozean auf, jeweils als Teil einer großräumigen Zirkulationszelle (Gyre), die durch eine Kombination aus Windantrieb, Erdrotation (Corioliskraft) und kontinentaler Begrenzung gebildet wird. Der NEC gehört jeweils zum äquatornahen Westarm eines solchen Wirbels.

## Pazifischer Ozean
Im Pazifik ist der Nordäquatorialstrom ein zentraler Bestandteil des Nordpazifischen (subtropischen) Wirbels. Er erstreckt sich typischerweise zwischen 10° N und 20° N und fließt dort in westlicher Richtung von der Küste Mittelamerikas bis in den Bereich östlich der Philippinen.
Beim Erreichen des westlichen Pazifiks teilt sich der Strom: Ein nördlicher Teil biegt nordwärts ab und bildet den Kuroshio, die westliche Randströmung des Nordpazifik. Ein südlicher Arm fließt weiter entlang des Äquators und speist Teile des Äquatorialgegenstroms oder tritt als Bestandteil des Mindanaostroms in Erscheinung.

## Atlantischer Ozean
Im Atlantik fließt der Nordäquatorialstrom typischerweise zwischen 10° N und 25–30° N. Auch hier wird er durch die Nordostpassate angetrieben und verläuft westwärts von der westafrikanischen Küste bis in die Karibik.
An der westlichen Begrenzung des Atlantiks teilt sich die Strömung: Ein Teil fließt in die Karibische See und wird dort zum Antillenstrom, der anschließend in den Floridastrom und schließlich in den Golfstrom übergeht. Ein anderer Teil fließt südwärts entlang der südamerikanischen Küste in den Äquatorialgegenstrom oder in den Brasilstrom.
Gemeinsam mit dem Kanarenstrom, dem Portugalstrom, dem Nordostatlantischen Strom und dem Golfstrom bildet der Nordäquatorialstrom die geschlossene zirkulare Strömung des Nordatlantikwirbels, die wesentlich zur Wärmeverteilung im Atlantik beiträgt.

## Indischer Ozean
Im Indischen Ozean unterscheidet sich die Dynamik des Nordäquatorialstroms erheblich von den beiden anderen Ozeanen, da dort die Strömungsmuster stark durch den monsunalen Windwechsel beeinflusst werden.
Während des Nordostmonsuns (Winterhalbjahr auf der Nordhalbkugel, etwa November bis März) fließt ein vergleichsweise schwacher Nordäquatorialstrom westwärts zwischen ca. 5° und 15° N. Im Südwestmonsun (Sommer, etwa Juni bis September) wird der Strom durch die Windumkehr stark modifiziert oder sogar unterbrochen. Stattdessen dominiert der mächtige Somalistrom, der zunächst nordöstlich entlang der ostafrikanischen Küste fließt, sich dann ostwärts wendet und als Monsunstrom entlang der Südspitze Indiens zieht. Dieser saisonale Wechsel macht den Indischen Ozean einzigartig unter den drei tropischen Ozeanen, da hier kein ganzjährig stabiler Nordäquatorialstrom existiert.